# Borja Ekiza
Borja Ekiza Imaz (ur. 6 marca 1988 w Pampelunie) – hiszpański piłkarz występujący na pozycji obrońcy.

## Kariera piłkarska

### Kariera klubowa
W 2006 rozpoczął karierę piłkarską w klubie Baskonia. W latach 2008 przeszedł do Athletic Bilbao, gdzie najpierw występował w drużynie B, a od 2011 bronił barw pierwszej drużyny. W 2014 przeniósł się do SD Eibar. 31 sierpnia 2016 zasilił skład ukraińskiej Zirki Kropywnycki. 8 maja 2017 za obopólną zgodą kontrakt został anulowany.